# Cantón de Illzach
El cantón de Illzach era una división administrativa francesa, que estaba situada en el departamento de Alto Rin y la región de Alsacia.

## Composición
El cantón estaba formado por once comunas:
- Baldersheim
- Bantzenheim
- Battenheim
- Chalampé
- Hombourg
- Illzach
- Niffer
- Ottmarsheim
- Petit-Landau
- Ruelisheim
- Sausheim

## Supresión del cantón de Illzach
En aplicación del Decreto n.º 2014-207 de 21 de febrero de 2014, el cantón de Illzach fue suprimido el 22 de marzo de 2015 y sus 11 comunas pasaron a formar parte; nueve del nuevo cantón de Rixheim, una del nuevo cantón de Mulhouse-3 y una del nuevo cantón de Wittenheim.